# Euproctis anepsia
Euproctis anepsia är en fjärilsart som beskrevs av Collenette 1960. Euproctis anepsia ingår i släktet Euproctis och familjen tofsspinnare. Inga underarter finns listade i Catalogue of Life.